# Quinten Trentelman

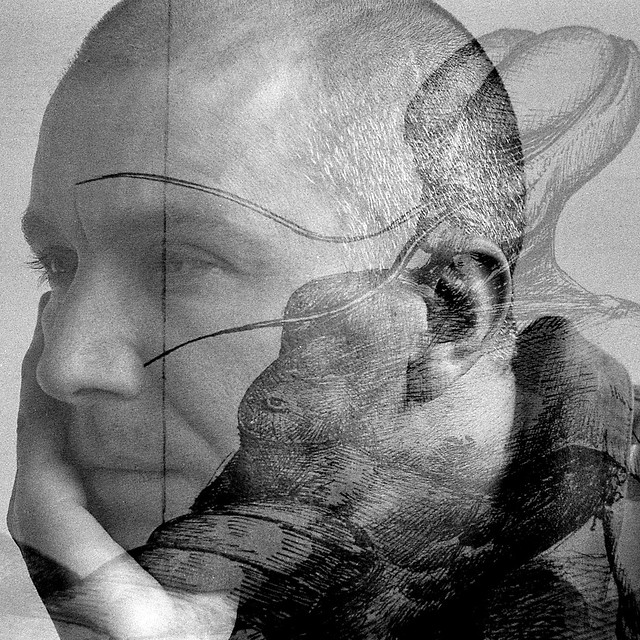
Quinten Trentelman

Quinten Trentelman (Doesburg, 23 januari 1966 – 14 maart 2025) was een Nederlands beeldend kunstenaar, docent en producer. Hij was actief als kunstschilder en werkte daarnaast onder het pseudoniem Samuel Pling aan een muzikale carrière binnen de elektronische muziek. Trentelman stond bekend om zijn verstilde schilderijen waarin menselijke aanwezigheid afwezig is, zijn inzet voor kunsteducatie aan bijzondere doelgroepen en zijn experimentele benadering van klank en compositie.

## Biografie
Trentelman werd geboren op 23 januari 1966 en groeide op in Noord-Holland. Hij volgde opleidingen aan de Koninklijke Academie van Beeldende Kunsten (KABK) in Den Haag en aan de Rijksakademie van beeldende kunsten in Amsterdam, waar hij van 1995 tot 1996 als artist-in-residence werkte.Rijksakademie Alumni-archief, geraadpleegd op 1 april 2025 Tijdens zijn tijd aan de academies ontwikkelde hij zich tot autonoom beeldend kunstenaar. Hij vestigde zich in Schagen, waar hij tot zijn overlijden in 2025 actief bleef. Trentelman overleed op 14 maart 2025 op 59-jarige leeftijd.

## Werk als beeldend kunstenaar

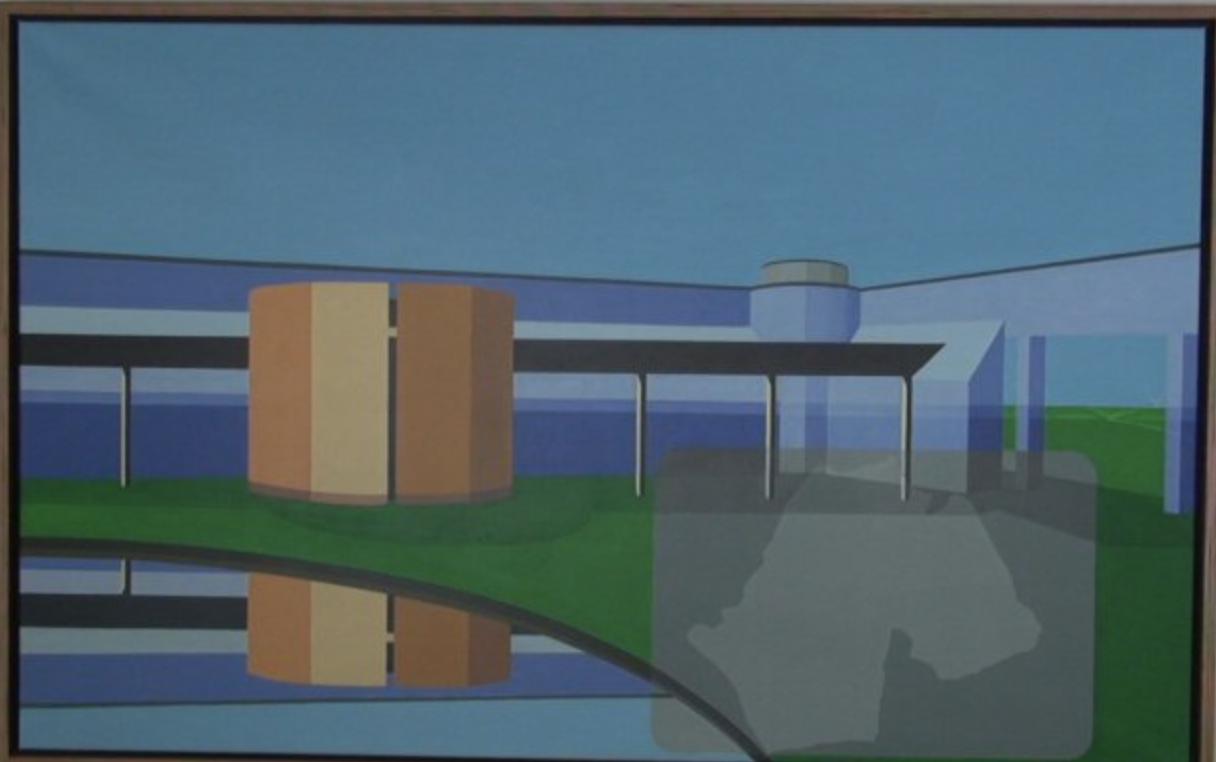
Het schilderij ‘Gemeentehuis Harenkarspel’

Trentelman ontwikkelde een herkenbare stijl waarin lege architecturale of landschappelijke ruimtes centraal staan. Zijn schilderijen zijn vaak verstild, zonder menselijke figuren of attributen. Kunstenaar Rutger Jan Bredewold omschreef zijn werk als "leeg, maar tijdelijk; de mensen kunnen elk moment binnenstappen".Trentelman bracht zijn verf glad en zonder zichtbare penseelstreken aan, wat bijdroeg aan de serene sfeer in zijn werk.
Een belangrijk thema in zijn oeuvre was de vergankelijkheid en de spanning tussen aanwezigheid en afwezigheid. In opdracht van de gemeente Harenkarspel schilderde hij rond 2012 een werk voor het Regius College te Schagen, waarin een leeg gemeentehuis is afgebeeld. Noordkop Centraal – "Schagen koopt kunst", 28 juli 2005
Naast schilderijen realiseerde Trentelman ook installaties. In 2016 maakte hij een werk in het waterbassin van de Watertoren in Alkmaar voor de tentoonstelling The Unbearable Lightness of Water, georganiseerd door Stichting ZOOK. Het werk was geïnspireerd op het oeuvre van Miep van Riessen.

## Muzikale loopbaan als Samuel Pling

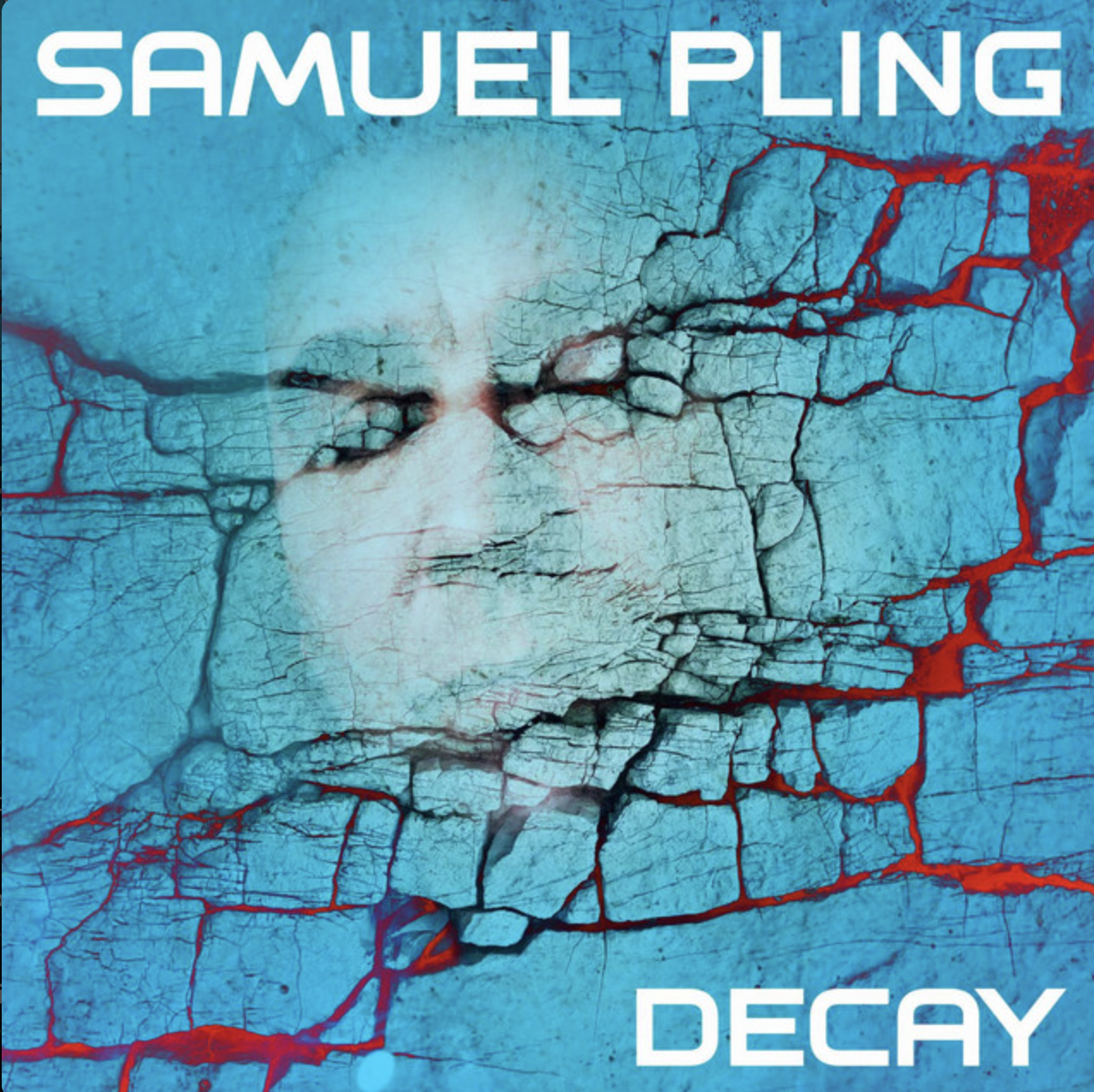
Afbeelding Spling- Decay

Onder het pseudoniem Samuel Pling was Trentelman actief binnen de elektronische muziek. Hij werd beïnvloed door artiesten als Kraftwerk, Afrika Bambaataa, Autechre en Boards of Canada. In zijn jeugd was hij lid van de breakdancegroep De Zodiacs. 
, die tweede werd op het Nederlands kampioenschap in Apeldoorn.
In de vroege jaren 2000 bracht hij de 12"-EP Tea For Two uit op het label Zephon’s Mom, in samenwerking met producer Kid Sublime.
```
Hij werkte samen met onder anderen Rémy Verheijen aan muziek voor het multimedia-project 
Tatoo
, dat werd gesponsord door telecomprovider Ben. Later volgden bijdragen aan remixes, waaronder voor het nummer 
There Is A Star
 van Mysterio.
```

Vanaf 2023 bracht hij via streamingdiensten opnieuw muziek uit. EP's als Unfolding en Predatory verschenen onder zijn artiestennaam. Zijn werk is onder meer beschikbaar op Spotify.

## Kunsteducatie
Trentelman was meer dan vijftien jaar actief in de kunsteducatie. Hij werkte onder andere bij De Waerden, waar hij creatieve begeleiding bood aan mensen met een verstandelijke beperking. In 2013 realiseerde hij met Rémy Verheijen en cliënten het project Summertime, een videoclip waarin deelnemers actief meewerkten.Wieringernieuws – "Bewoners De Waerden maken videoclip ‘Summertime’" 

Vanaf januari 2024 gaf hij les bij Artiance Speciaal, het programma voor bijzondere doelgroepen van het Alkmaarse kunstencentrum Artiance. Hij legde in zijn onderwijs de nadruk op persoonlijke ontwikkeling en creatieve expressie. Artiance eerde hem in 2025 als een inspirerende kracht binnen hun speciaal programma.

## Publicaties & Media
Verzameld Werk (2007) – monografische catalogus in eigen beheer.
Taal is het woord niet – interviewproject/boek door drs. Mi-hyun Sook. 
Trentelman in de volkskrant: Beeldende kunst 

## Werk (selectie)

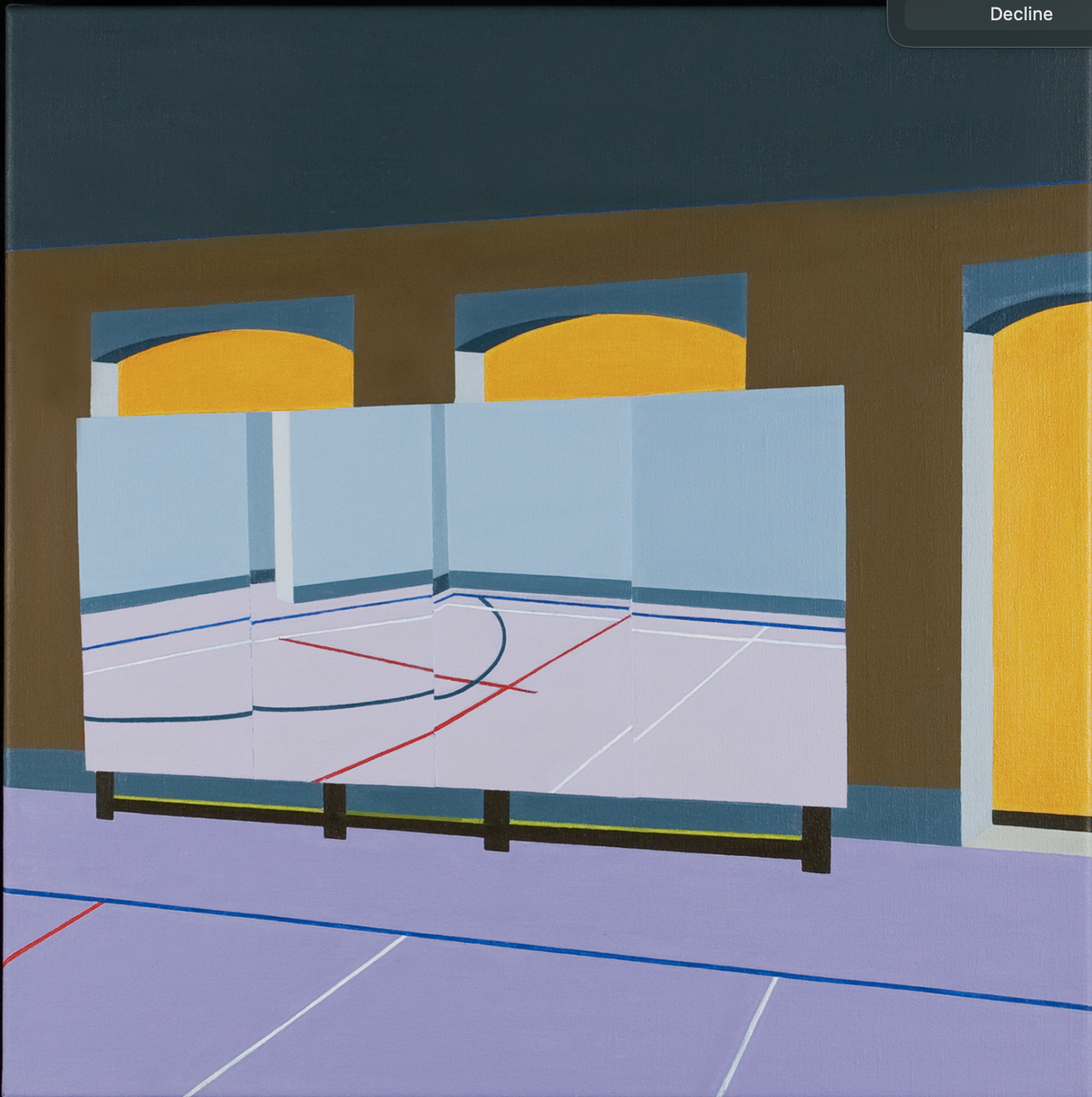
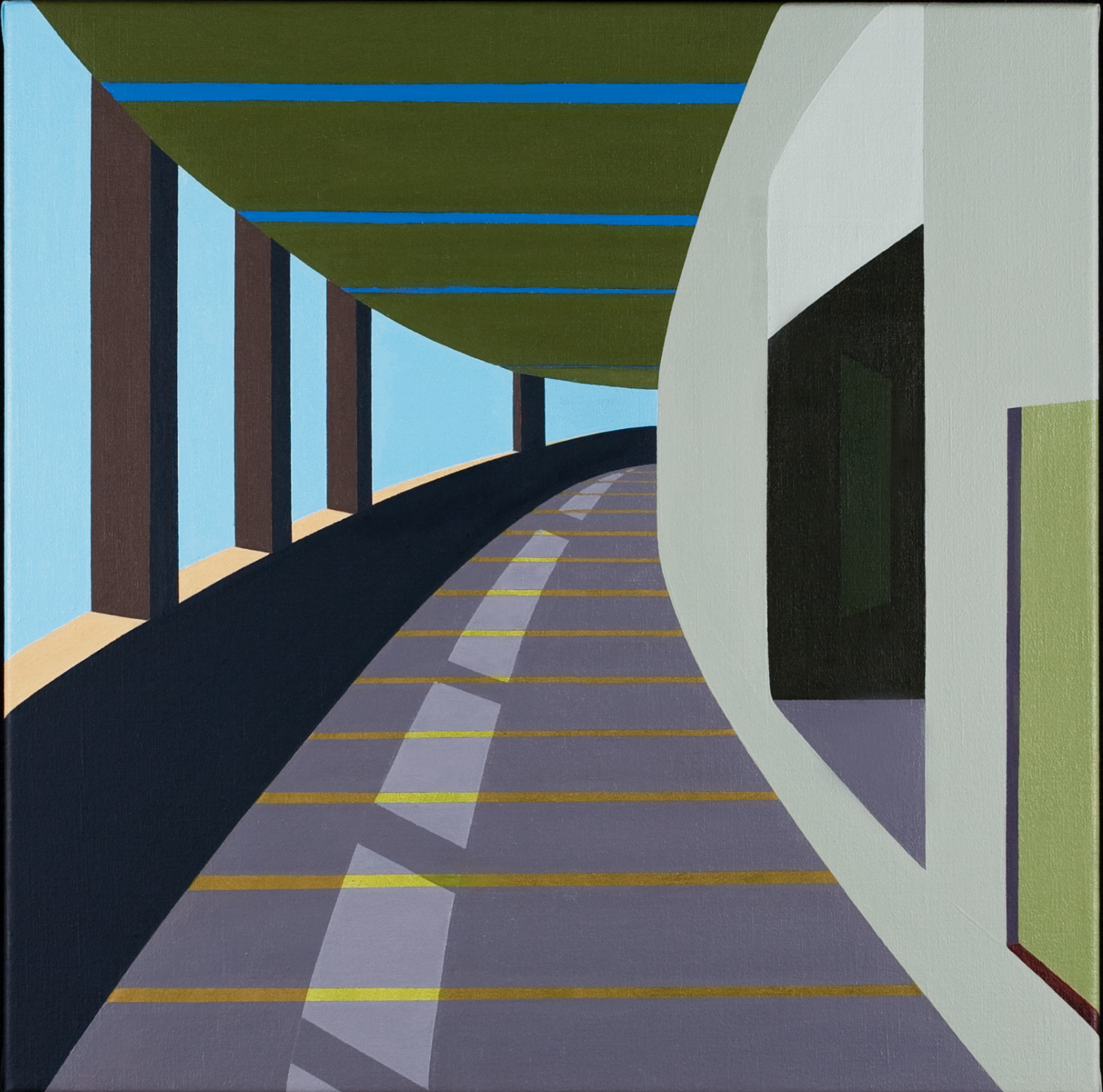
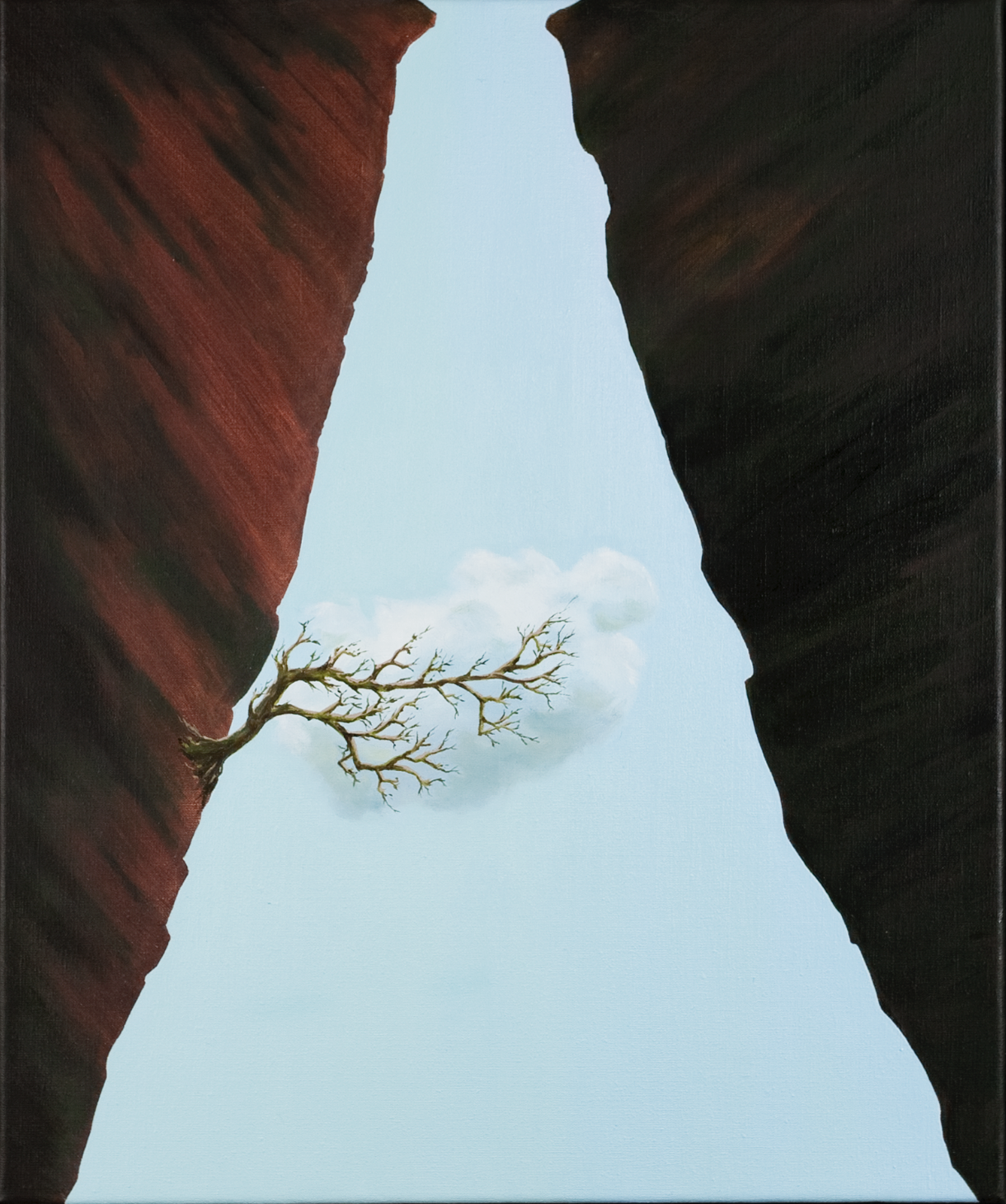
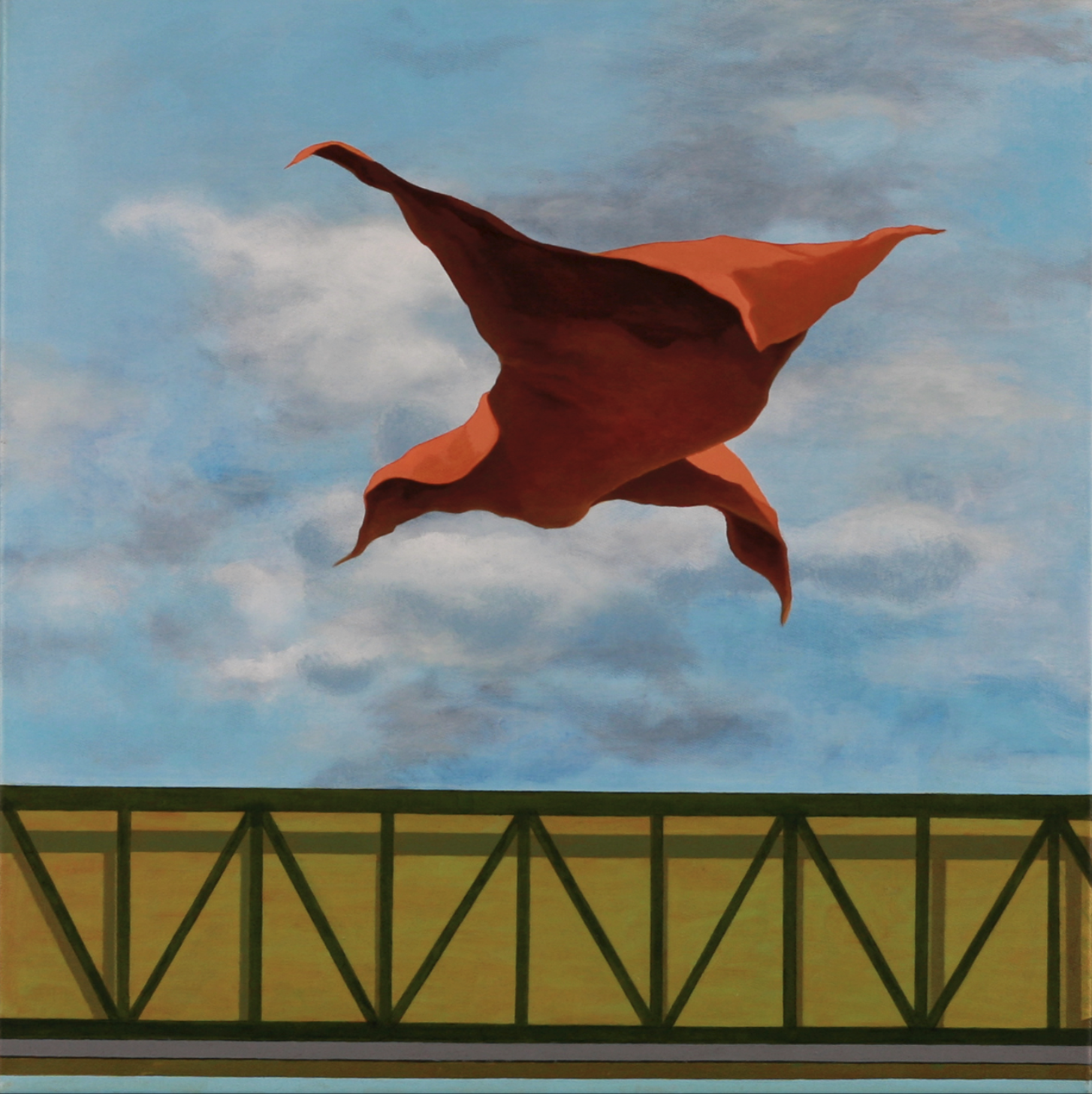
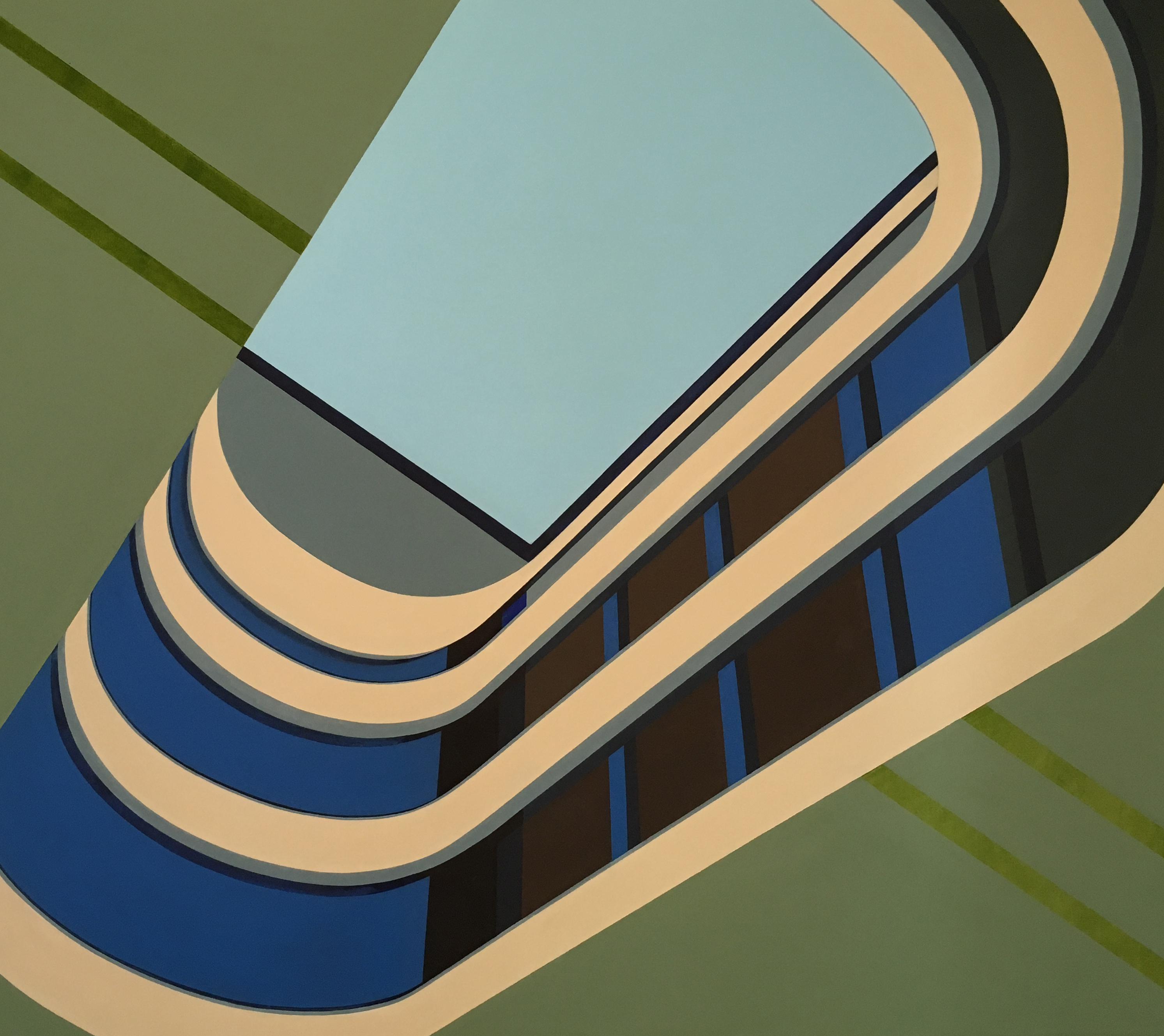
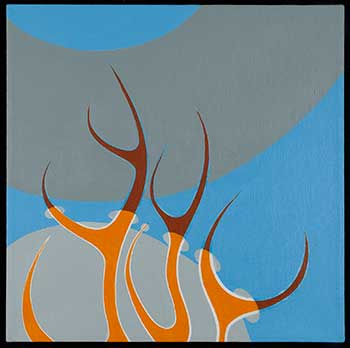
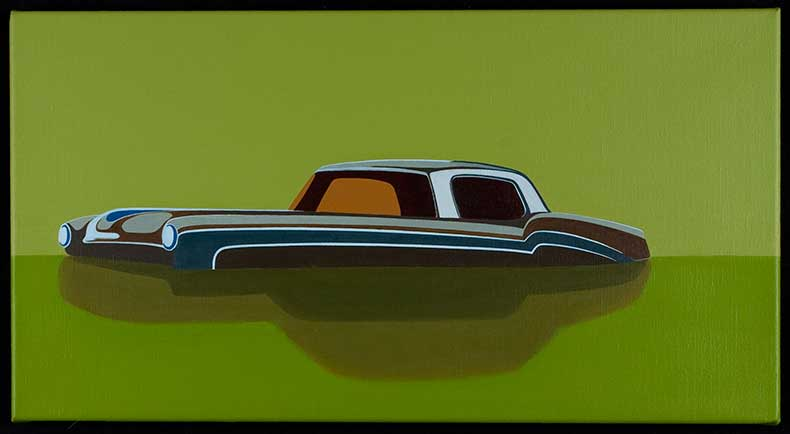
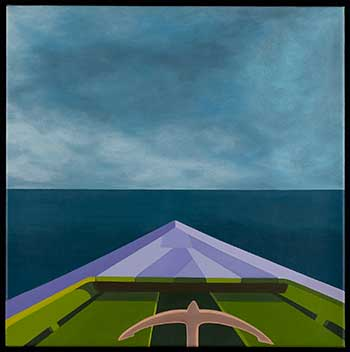
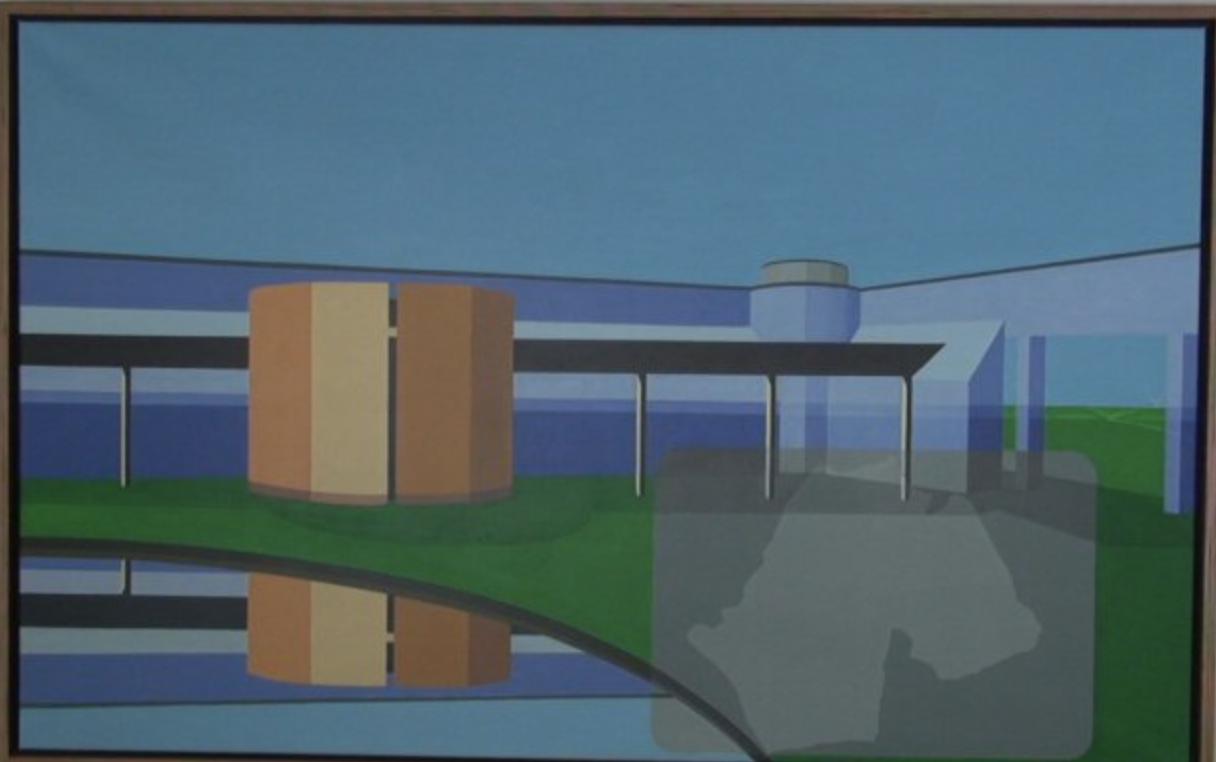

## Tentoonstellingen (selectie)
- 1996 – Deelname aan de expositie "Malmö – Amsterdam" in de GAK (Gesellschaft für Aktuelle Kunst) te Bremen.De expositie "Malmö – Amsterdam" vond plaats van 8 september tot 20 oktober 1996 in de Gesellschaft für Aktuelle Kunst (GAK) in Bremen. Deze tentoonstelling bracht werken samen van jonge kunstenaars uit Malmö en Amsterdam, steden bekend om hun vrije en experimentele kunstopleidingen. Deelnemende kunstenaars waren onder anderen Marika Bretter, Yvonne Fontijne, Alicia Framis, Lin de Mol, Fredrik Gustafsson, Liselott Johansson, Per Mårtensson & Sirous Namazi, Mio Olsson, Kamilla Rydahl, Boy & Erik Stappaerts, Sari Torvinen en Quinten Trentelman. Expositie Bremen: [9]
- 2005 – Deelname aan een lokale tentoonstelling in het oude gemeentehuis van Schagen.
- 2010 – Groepstentoonstelling Kunststelling Alkmaar met kunstenaars uit de regio.Kerre de Graaf, blog – Expositie Kunststelling Alkmaar, 20 april 2010
- 2011 – Solotentoonstelling Dualisme bij Galerie Wegert & Sadocco.Mandarte – Interview Quinten Trentelman, 2011

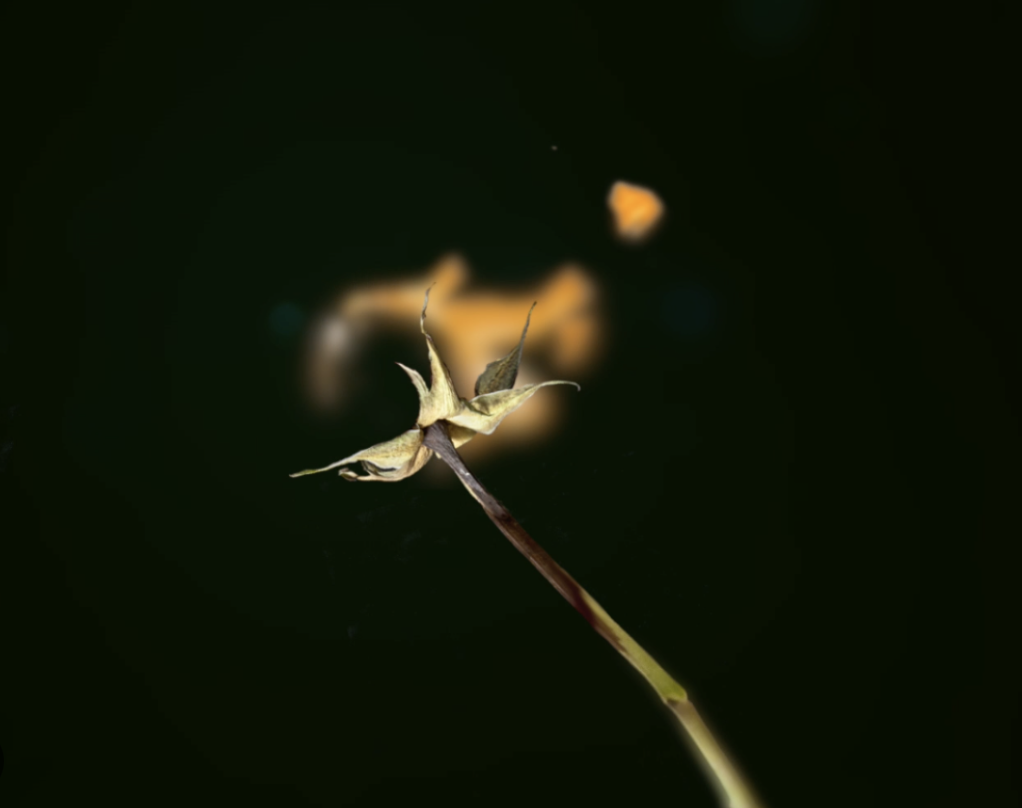
False flags

- False flags2016- In de speciaal voor de tentoonstelling „Peachy pooches” vervaardigde kunstwerken, onderzoekt Trentelman een fenomeen dat hem al een geruime tijd bezighoudt: „False flags” en onder die gezamenlijke titel toont hij een videoprojectie en 4 schilderwerken die in 2016 tot stand zijn gekomen.  Trentelman’s werk wordt gekenmerkt door evenwichtige meerduidigheden: onthullen en verhullen, kwetsbaarheid en onkwetsbaarheid, verstand en gevoel, onschuld en venijn.”
- 2018/2019 – Deelname aan de tentoonstelling Barst in een apsis in De Vishal te Haarlem.De tentoonstelling "Barst in een apsis" vond plaats in De Vishal te Haarlem, waar kunstenaar Quinten Trentelman als twaalfde en laatste exposant deelnam aan de serie "Don't Fence Me In".